# Paramerina
Paramerina is een muggengeslacht uit de familie van de Dansmuggen (Chironomidae).

## Soorten
- P. anomala Beck and Beck, 1966
- P. cingulata (Walker, 1856)
- P. divisa (Walker, 1856)
- P. fragilis (Walley, 1926)
- P. hanseni Roback, 1971
- P. mauretanica Fittkau, 1962
- P. smithae (Sublette, 1964)
- P. testa Roback, 1971
- P. vaillanti Fittkau, 1962